# San Lucas Camotlán
San Lucas Camotlán là một đô thị thuộc bang Oaxaca, México. Năm 2005, dân số của đô thị này là 2524 người.